# Małakatyn-Tas
Małakatyn-Tas (ros. Малакатын-Тас) – najwyższy szczyt Wysp Nowosyberyjskich, znajdujący się na wyspie Kotielnyj w Jakucji w Rosji. Jego wysokość wynosi 374 m n.p.m.